# Národní park Cuyahoga Valley
Národní park Cuyahoga Valley (anglicky  Cuyahoga Valley National Park) je jeden z amerických národních parků.
Nachází se na severovýchodě Ohia, mezi městy Akron a Cleveland, na severovýchodě Spojených států amerických. Park má rozlohu 133 km2 a chrání původní krajinu a kulturní krajinu podél řeky Cuyahoga River. Jako přírodní chráněná oblast byl založen v roce 1974, od roku 2000 je národním parkem.